# Eredivisie de 2012–13
A Eredivisie 2012–13 foi a 57ª edição da principal divisão do futebol holandês. A disputa é com o mesmo regulamento dos anos anteriores, quando foi implementado o sistema de pontos corridos.

## Regulamento
A Eredivisie está sendo disputada por 18 clubes em 2 turnos. Em cada turno, todos os times jogam entre si uma única vez. Os jogos do segundo turno serão realizados na mesma ordem no primeiro, apenas com o mando de campo invertido. Não há campeões por turnos, sendo declarado campeão holandês o time que obtiver o maior número de pontos após as 34 rodadas.

### Critérios de desempate
Caso haja empate de pontos entre dois clubes, os critérios de desempates serão aplicados na seguinte ordem:
1. Número de vitórias
2. Saldo de gols
3. Gols marcados
4. Confronto direto
5. Número de cartões vermelhos
6. Número de cartões amarelos

### Playoffs

#### Liga Europa da UEFA
Os clubes que ficaram entre a quarta e a sétima posição disputarão duas fases de playoffs. Esses playoffs são realizados na série "melhor de 3 partidas", sendo que os melhores colocados vão disputar o segundo jogo (e o terceiro, caso haja) em casa. o vencedor dos playoffs disputarão a Liga Europa da UEFA na temporada 2013-14.

#### Promoção/Rebaixamento
O penúltimo e o antepenúltimo colocado do campeonato vai disputar junto com os outros dez clubes da Eerste Divisie (a Segunda Divisão Holandesa) disputarão três fases de playoffs. Sendo que no caso dos que disputam a primeira divisão vão disputar a partir da segunda fase.
Na primeira fase, onde disputam apenas quatro clubes da segunda divisão (duas em cada chave), são disputados apenas confrontos de ida e volta (com o gol fora como desempate). Nas duas ultimas fases, são realizados na série "melhor de 3 partidas".
Na ultima fase, restam 4 clubes. Os vencedores de cada partida disputam a primeira divisão na temporada 2012-13, enquanto os eliminados vão disputar a segunda divisão na mesma temporada.

## Participantes
| Clube        | Localização | Estádio                  | Capacidade |
| ------------ | ----------- | ------------------------ | ---------- |
| ADO Den Haag | Haia        | Kyocera Stadion          | 15,000     |
| Ajax         | Amsterdam   | Amsterdam Arena          | 52,651     |
| AZ           | Alkmaar     | AZ Stadion               | 17,023     |
| Feyenoord    | Rotterdam   | Stadion Feijenoord       | 51,177     |
| Groningen    | Groningen   | Euroborg                 | 22,550     |
| Heerenveen   | Heerenveen  | Abe Lenstra Stadion      | 26,100     |
| Heracles     | Almelo      | Polman Stadion           | 8,500      |
| NAC Breda    | Breda       | Rat Verlegh Stadion      | 19,005     |
| NEC          | Nijmegen    | Stadion de Goffert       | 12,500     |
| PSV          | Eindhoven   | Philips Stadion          | 35,119     |
| Roda JC      | Kerkrade    | Parkstad Limburg Stadion | 18,936     |
| Twente       | Enschede    | De Grolsch Veste         | 30,014     |
| Utrecht      | Utrecht     | Stadion Galgenwaard      | 23,750     |
| Vitesse      | Arnhem      | GelreDome                | 26,600     |
| VVV-Venlo    | Venlo       | De Koel                  | 8,000      |
| Waalwijk     | Waalwijk    | Mandemakers Stadion      | 7,500      |
| Willem II    | Tilburg     | Koning Willem II Stadion | 14,500     |

## Classificação
| Campeonato Holandês | Campeonato Holandês | Campeonato Holandês | Campeonato Holandês | Campeonato Holandês | Campeonato Holandês | Campeonato Holandês | Campeonato Holandês | Campeonato Holandês | Campeonato Holandês | Campeonato Holandês | Campeonato Holandês | Campeonato Holandês |
| Time | Time                | Pts                 | J                   | V                   | E                   | D                   | GP                  | GC                  | SG                  |                     |                     |                     |
| --- | ------------------- | ------------------- | ------------------- | ------------------- | ------------------- | ------------------- | ------------------- | ------------------- | ------------------- | ------------------- | ------------------- | ------------------- |
| 1 | Ajax                | 76                  | 34                  | 22                  | 10                  | 2                   | 83                  | 31                  | +52                 |                     |                     |                     |
| 2 | PSV                 | 69                  | 34                  | 22                  | 3                   | 9                   | 103                 | 43                  | +60                 |                     |                     |                     |
| 3 | Feyenoord           | 69                  | 34                  | 21                  | 6                   | 7                   | 64                  | 38                  | +26                 |                     |                     |                     |
| 4 | Vitesse             | 64                  | 34                  | 19                  | 7                   | 8                   | 68                  | 42                  | +26                 |                     |                     |                     |
| 5 | Utrecht             | 63                  | 34                  | 19                  | 6                   | 9                   | 55                  | 41                  | +14                 |                     |                     |                     |
| 6 | Twente              | 62                  | 34                  | 17                  | 11                  | 6                   | 60                  | 33                  | +27                 |                     |                     |                     |
| 7 | Groningen           | 43                  | 34                  | 12                  | 7                   | 15                  | 36                  | 53                  | -17                 |                     |                     |                     |
| 8 | SC Heerenveen       | 42                  | 34                  | 11                  | 9                   | 14                  | 50                  | 63                  | -13                 |                     |                     |                     |
| 9 | ADO Den Haag        | 40                  | 34                  | 9                   | 13                  | 12                  | 49                  | 63                  | -14                 |                     |                     |                     |
| 10 | AZ Alkmaar¹         | 39                  | 34                  | 10                  | 9                   | 15                  | 56                  | 54                  | +2                  |                     |                     |                     |
| 11 | FC Zwolle           | 39                  | 34                  | 10                  | 9                   | 15                  | 42                  | 55                  | -13                 |                     |                     |                     |
| 12 | Heracles Almelo     | 38                  | 34                  | 9                   | 11                  | 14                  | 58                  | 71                  | -13                 |                     |                     |                     |
| 13 | NAC Breda           | 38                  | 34                  | 10                  | 8                   | 36                  | 40                  | 56                  | -16                 |                     |                     |                     |
| 14 | RKC Waalwijk        | 37                  | 34                  | 9                   | 10                  | 15                  | 39                  | 48                  | -9                  |                     |                     |                     |
| 15 | NEC Nijmegen        | 37                  | 34                  | 10                  | 7                   | 17                  | 44                  | 66                  | -22                 |                     |                     |                     |
| 16 | Roda JC             | 33                  | 34                  | 7                   | 12                  | 15                  | 51                  | 69                  | -18                 |                     |                     |                     |
| 17 | VVV-Venlo           | 28                  | 34                  | 6                   | 10                  | 18                  | 33                  | 62                  | -29                 |                     |                     |                     |
| 18 | Willem II           | 23                  | 34                  | 5                   | 8                   | 21                  | 33                  | 62                  | -43                 |                     |                     |                     |
| Pts – Pontos ganhos; J – Jogos; V – Vitórias; E – Empates; D – Derrotas; GP – Gols pró; GC – Gols contra; SG – Saldo de gols |                     |                     |                     |                     |                     |                     |                     |                     |                     |                     |                     |                     |

|  | |
|  | Campeão e classificado à fase de grupos da Liga dos Campeões da UEFA de 2013-14                                                                                              |
|  | Vice-campeão e classificado a terceira fase de qualificação para a fase de grupos da Liga dos Campeões da UEFA de 2013-14                                                    |
|  | Zona de classificação à Liga Europa da UEFA de 2013-14 ¹. AZ qualificou-se para o play-off da 2013-14 UEFA Europa League depois de vencer Copa dos Países Baixos de 2012-13. |
|  | Zona de disputa a ultima vaga holandesa à Liga Europa da UEFA de 2013-14 |
|  | Zona de disputa a promoção/rebaixamento na temporada de 2014-13 |
|  | Zona de rebaixamento à Segunda Divisão Holandesa de 2013-14 |

## Artilheiros
| Wilfried Bony                          | SBV Vitesse   | 31 |
| Graziano Pellè                         | Feyenoord     | 27 |
| Alfreð Finnbogason                     | Heerenveen    | 24 |
| Jozy Altidore                          | AZ Alkmaar    | 23 |
| Senharib Malki                         | Roda JC       | 17 |
| Dries Mertens                          | PSV           | 16 |
| Jeremain Lens                          | PSV Eindhoven | 15 |
| Jacob Mulenga                          | Utrecht       | 14 |
| Georginio Wijnaldum                    | PSV Eindhoven | 14 |
| Luc Castaignos                         | Twente        | 13 |
| Última atualização: 3 de junho de 2013 |               |    |

## Prêmios
| Campeão Holandês 2012/2013 |
| -------------------------- |
| Ajax                       |